# Siegfried Köhler (Radsportler)

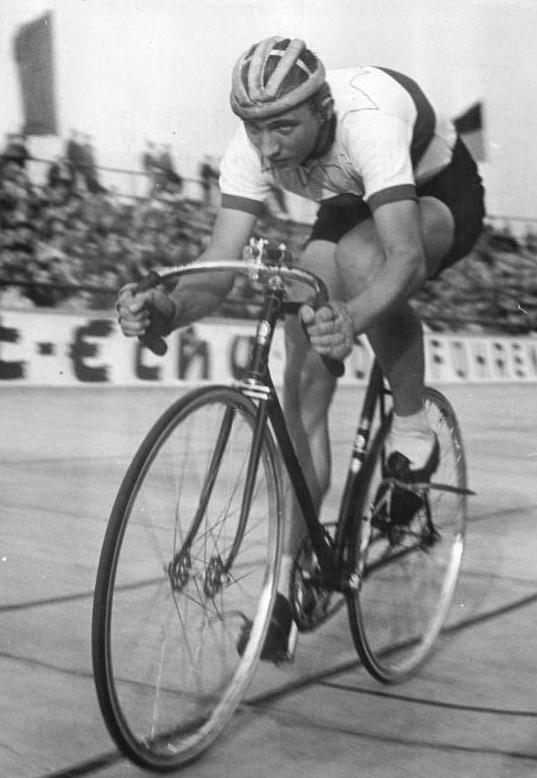
Siegfried Köhler im Jahre 1956

Siegfried Köhler (* 6. Oktober 1935 in Forst) ist ein ehemaliger deutscher Bahnradsportler.

## Sportliche Laufbahn

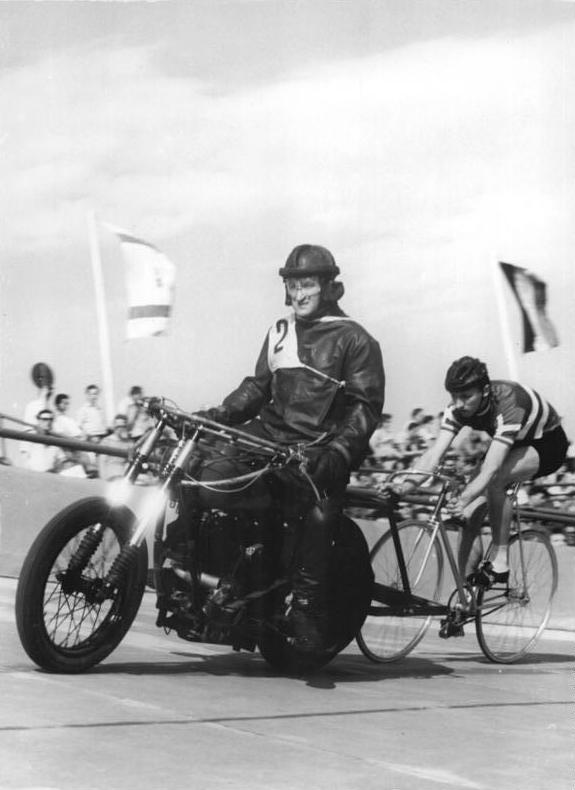
Siegfried Köhler bei einem Steher-Rennen auf der Radrennbahn Berlin-Weißensee im Jahre 1958

Siegfried Köhler war ein vielseitiger Bahnfahrer und galt als „Lokomotive“ des DDR-Bahn-Vierers. Von 1956 bis 1959 war er DDR-Meister in der Einerverfolgung, mehrfacher Weltrekordler in der Mannschaftsverfolgung sowie sechsfacher nationaler Meister im Zweier-Mannschaftsfahren, 1958 mit Werner Malitz, 1961, 1963, 1965, 1966 und 1967 mit Wolfgang Schmelzer sowie 1961, 1962, 1963, 1964 und 1966 fünffacher DDR-Meister in der Mannschaftsverfolgung. Weiterhin wurde er 1961, 1963 und 1964 Sieger der Internationalen Omnium-Meisterschaft von Berlin (jeweils mit Wolfgang Schmelzer), 1965 gewann er die Meisterschaft im Zweier-Mannschaftsfahren und wurde 1958 Sieger der „1001 Runde“ (mit Werner Malitz und Dieter Lüder) und 1961 (mit Schmelzer).
Zweimal nahm Köhler an Olympischen Sommerspielen mit dem Bahn-Vierer teil: 1956 schied die Mannschaft (Malitz, Manfred Gieseler und Rolf Nitzsche) im Vorlauf der Mannschaftsverfolgung aus, 1960 errang die Mannschaft die Silbermedaille in der Mannschaftsverfolgung. Im selben Jahr wurde Köhler Dritter in der Einerverfolgung bei der Bahn-WM in Leipzig. Insgesamt startete er viermal in dieser Disziplin bei den UCI-Weltmeisterschaften. Köhler war im Straßenradsport mehrfach bei Rennen erfolgreich. Er siegte 1959 zum Saisonauftakt im Rennen Berlin–Bad Freienwalde–Berlin und 1967 im Internationalen Dynamo-Cup. Das Straßenrennen Cottbus–Görlitz–Cottbus konnte er 1966 für sich entscheiden.

## Berufliches
1967 trat Siegfried Köhler vom Radsport zurück, blieb dem Sport jedoch als Trainer des TSC Berlin erhalten, wo er u. a. Uwe Unterwalder betreute.

## Familiäres
Sein Stiefbruder ist der ebenfalls erfolgreiche Rennfahrer Michael Milde, der 1972 drei Etappen der Friedensfahrt gewann.

## Auszeichnungen (Auswahl)
- 1960: Vaterländischer Verdienstorden in Bronze